# جهنمية برباريسية الأوراق
الجهنمية برباريسية الأوراق (الاسم العلمي:Bougainvillea berberidifolia) هي نوع من النباتات يتبع جنس البوغنفيلية من الفصيلة الشبية.